# Chloropteryx clemens
Chloropteryx clemens là một loài bướm đêm trong họ Geometridae.